# Martín Zapater
Martín Zapater y Clavería (Saragossa, 1747 - 1803) va ser un acabalat comerciant d'idees il·lustrades, conegut fonamentalment per la seva estreta amistat amb el pintor Francisco de Goya, amb qui va mantenir una intensa relació epistolar que constitueix una de les fonts principals per al coneixement de la vida del pintor, qui el va retratar en dos quadres de 1790 i de 1797.
Va romandre tota la seva vida solter vivint en una casa del carrer del Coso davant la Casa palau del Comte de Sástago. El 1778 va ser nomenat Diputat del Comú i Regidor de l'Ajuntament de Saragossa i l'any següent Noble d'Aragó per part de Carles IV d'Espanya.
Va ser soci fundador de la Real Sociedad Económica de Amigos del País d'Aragó el 1776. La seva iniciativa va ser decisiva en la creaciño del Jardí Botànic i el Teatre de Saragossa. Va donar beques a diversos alumnes per estudiar arquitectura i gravat a Madrid.
Era amic de Goya abans del casament del pintor l'any 1773.